# Hrabstwo Real

Piramida wieku hrabstwa

Hrabstwo Real – hrabstwo położone w USA, w stanie Teksas, na płaskowyżu Edwardsa. Utworzone w 1913 r. Siedzibą hrabstwa jest miasteczko Leakey. Inne miejscowości, to: Camp Wood i Rio Frio. W hrabstwie znajdują się źródła rzek Frio i Nueces. Z gęstością zaludnienia 1,58 os./km², hrabstwo prawdopodobnie należy do 50. najsłabiej zaludnionych hrabstw Teksasu. 

## Sąsiednie hrabstwa
- Hrabstwo Edwards (zachód)
- Hrabstwo Kerr (północny wschód)
- Hrabstwo Bandera (wschód)
- Hrabstwo Uvalde (południe)

## Gospodarka
85% areału gospodarstw stanowią pastwiska, 13% to obszary leśne i 1% uprawy.
- turystyka i łowiectwo[1]
- uprawa orzechów pekan, winogrona, brzoskwiń i szkółkarstwo[3]
- hodowla kóz i owiec[3].

## Demografia
Trzy czwarte  populacji (74,7%) hrabstwa to biali niebędący Latynosami. Mieszkańcy deklarują głównie pochodzenie meksykańskie (22,8%), niemieckie (15%), irlandzkie (7,9%), greckie (6,9%), „amerykańskie” (5,9%), polskie lub czeskie (5,6%), szkockie lub szkocko–irlandzkie (5,4%) i angielskie (5,1%).